# Montigny-lès-Arsures
Montigny-lès-Arsures è un comune francese di 277 abitanti situato nel dipartimento del Giura nella regione della Borgogna-Franca Contea.

## Società

### Evoluzione demografica

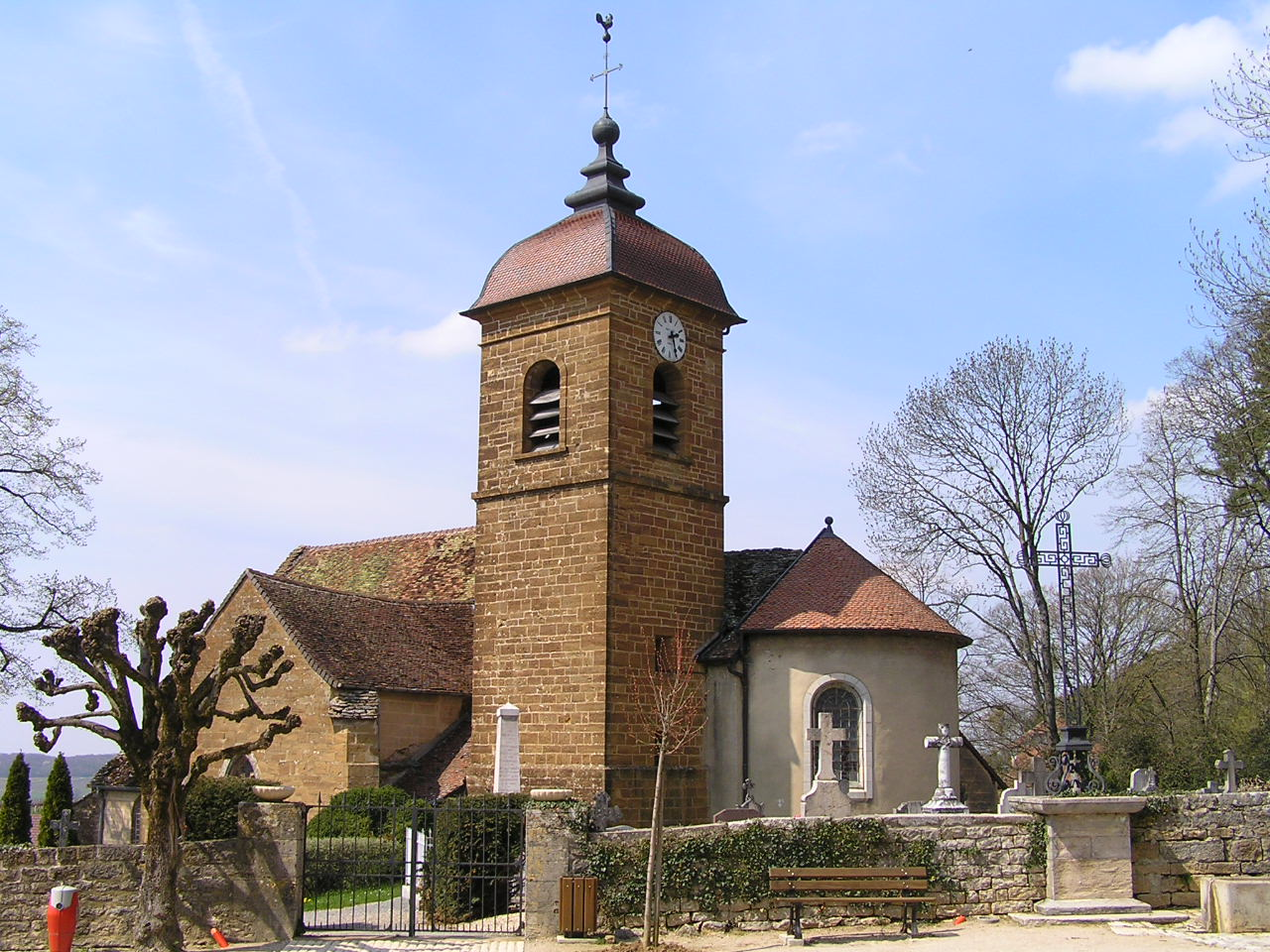
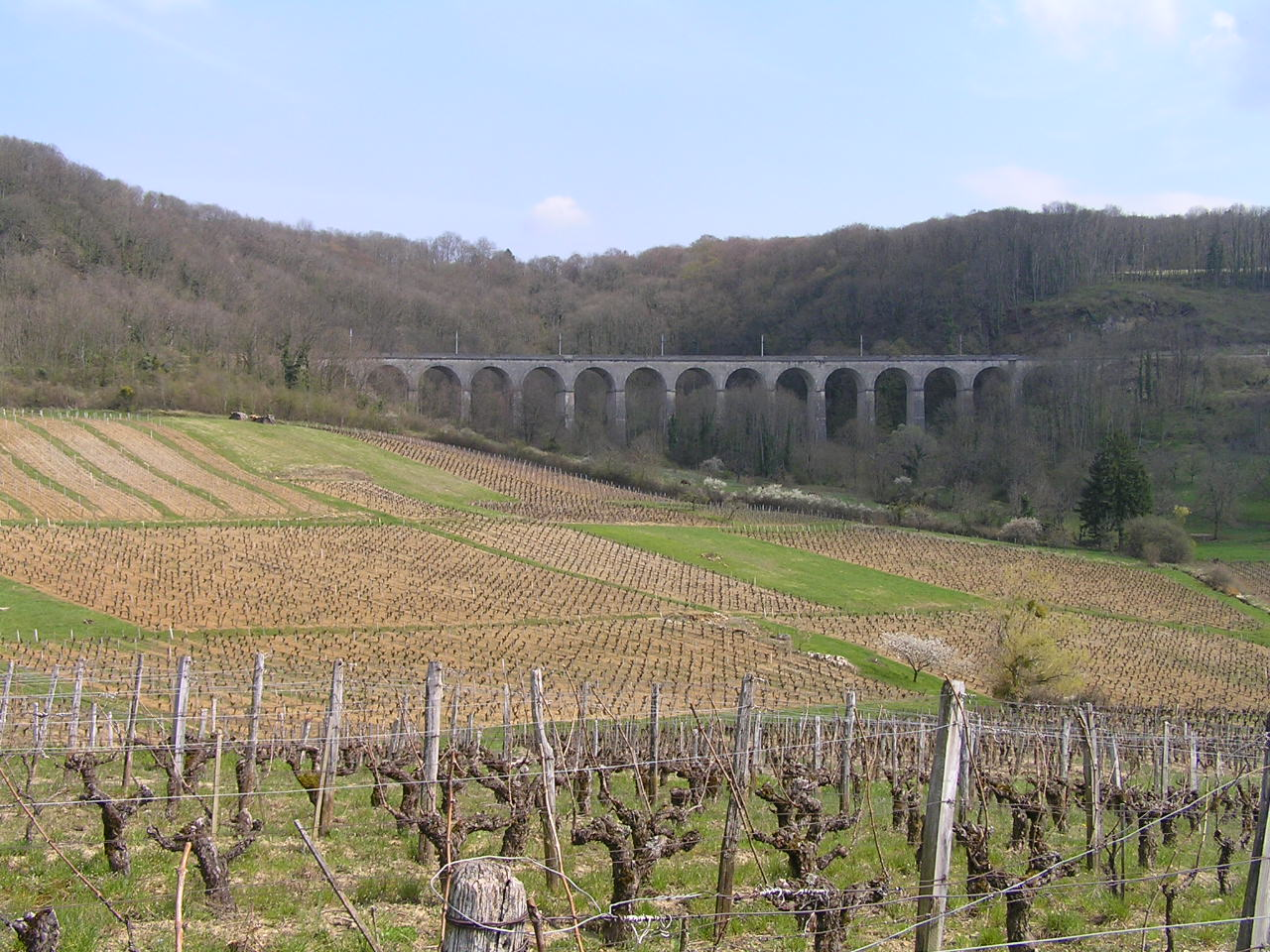
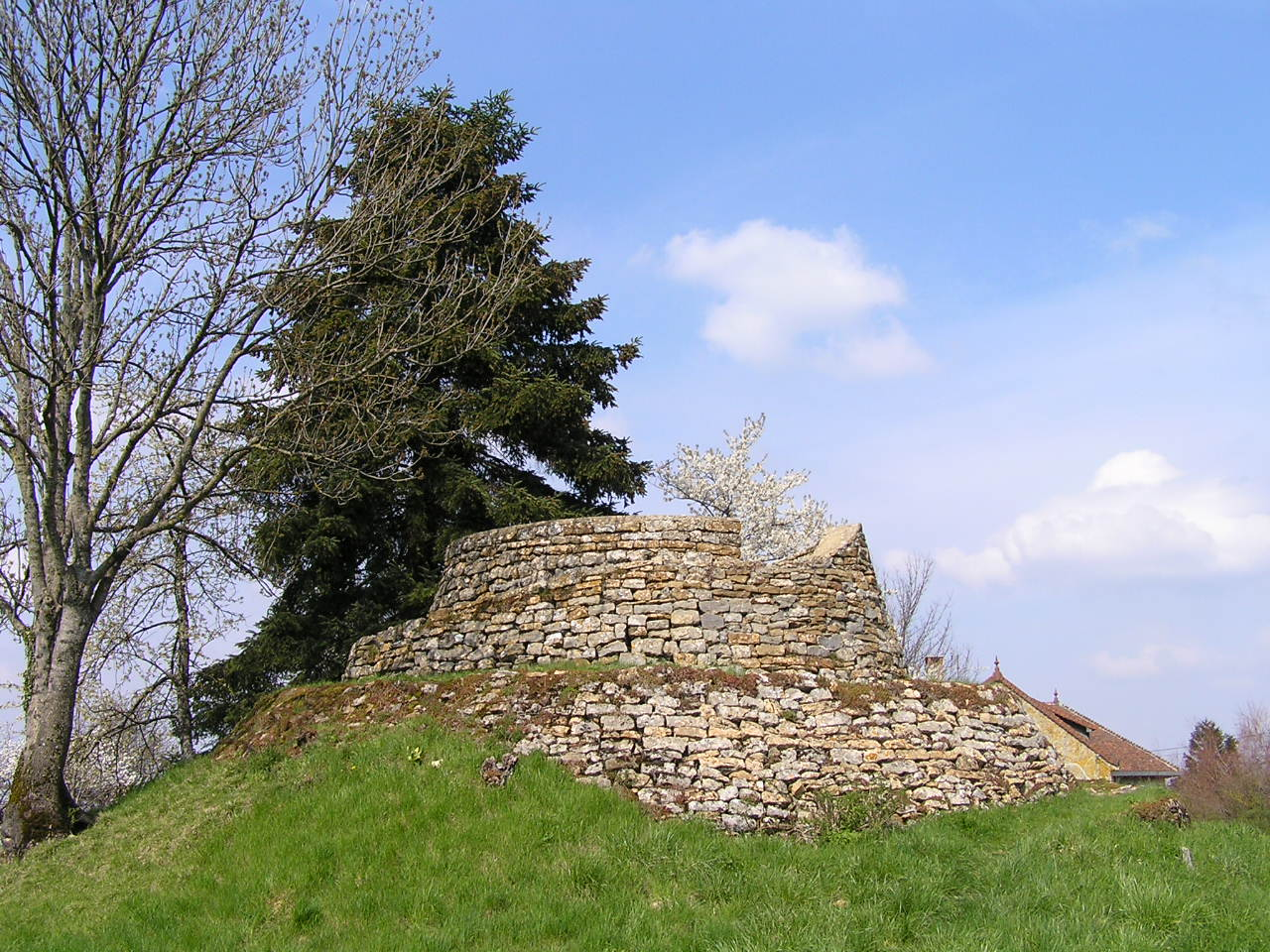

Abitanti censiti